# Сахаров, Николай Иванович (Герой Социалистического Труда)
Никола́й Ива́нович Са́харов (11 декабря 1926, д. Бревённое, Устюженский уезд, Череповецкая губерния, СССР — 9 августа 2011, Кириши, Ленинградская область, Россия) — бригадир комплексной бригады треста № 46 Глазапстроя Министерства строительства СССР (Ленинградская область), Герой Социалистического Труда (1973).

## Биография
Родился 11 декабря 1926 года в деревне Бревённое Устюженского уезда Череповецкой губернии СССР (ныне Пестовского района Новгородской области России) в крестьянской семье.
В начале Великой Отечественной войны трудился в колхозе «Красное знамя», в 1943 году призван в Красную Армию, воевал, был трижды ранен, в том числе тяжело во время штурма Берлина.
Выйдя в запас, получил несколько специальностей. В 1953 году трудоустроился на строительство Тихвинского глинозёмного завода (ныне в г. Бокситогорск), затем, будучи бригадиром комплексной бригады бетонщиков строительного управления № 99 треста № 46 Глазапстроя, трудился на строительстве Киришского нефтеперерабатывающего завода в посёлке Кириши — блигада участвовала в строительстве ряда объектов НПЗ: АВТ-2, АТ-6, термокрекинга, 1 и 2 каталитических риформингов, двух гидроочисток водоблока. В 1973 году был принят в КПСС.
Указом Президиума Верховного Совета СССР от 20 апреля 1973 года «за выдающиеся успехи, достигнутые при строительстве и освоении первой очереди Киришского нефтеперерабатывающего завода имени 50-летая ВЛКСМ в Ленинградской области» удостоен звания Героя Социалистического Труда с вручением ордена Ленина и золотой медали «Серп и Молот».
Бригада досрочно (на два года) выполнила план десятой пятилетки (1976—1980). Автор ряда рацпредложений.
В 1980-е годы ушёл на заслуженный отдых. Жил в городе Кириши Ленинградской области, где скончался 9 августа 2011 года.
Избирался депутатом Киришского городского Совета депутатов.
Заслуженный строитель РСФСР, Почётный гражданин города Кириши и Киришского района (1975). Награждён орденами Ленина (20.04.1973), Октябрьской Революции (07.05.1971), Отечественной войны 1-й степени (11.03.1985), «Знак Почёта», медалями (11.08.1966).